# Миртл Спрингс (Тексас)
Миртл Спрингс (енгл. Myrtle Springs) насељено је место без административног статуса у америчкој савезној држави Тексас.

## Демографија
По попису из 2010. године број становника је 828.
| Група             | 2000.    | 2010.       |
| Белци             | 0 (0,0%) | 725 (87,6%) |
| Афроамериканци    | 0 (0,0%) | 13 (1,6%)   |
| Азијати           | 0 (0,0%) | 3 (0,4%)    |
| Хиспаноамериканци | 0 (0,0%) | 63 (7,6%)   |
| Укупно            | 0        | 828         |